# ホナタン・モンサルベ
ホナタン・モンサルベ（Jonathan Monsalve、1989年6月28日 - ）は、ベネズエラの自転車競技（ロードレース）選手。

## 来歴
2009年
- ベネズエラ選手権・U23部門 個人ロードレース 優勝

2010年
- ベネズエラ選手権・U23部門 個人ロードレース 優勝

2011年、アンドローニ・ジョカットーリと契約。
- ツール・ド・ランカウイ 総合優勝

2013年、ヴィーニ・ファンティーニ＝セッレ・イタリアに移籍。